# Mary Jackson
Mary Winston, coniugata Jackson (Hampton, 9 aprile 1921 – Hampton, 11 febbraio 2005), è stata una matematica e ingegnera statunitense che lavorò presso il National Advisory Committee for Aeronautics (NACA), ente che poi diventò la NASA.
Fu in servizio al Langley Research Center di Hampton in Virginia per la maggior parte della sua carriera. Iniziò come calcolatore nella segregata divisione West Area Computers nel 1951. Frequentò corsi di ingegneria avanzata e nel 1958 diventò la prima ingegnera nera della NASA. Dopo 34 anni alla NASA Jackson ottenne il titolo di ingegnere più anziano. Capì di non poter aspirare a ulteriori promozioni senza diventare supervisore. Accettò una retrocessione per diventare manager sia del Federal Women's Program, nell'Office of Equal Opportunity Programs della NASA, sia dell'Affirmative Action Program. In questo ruolo lavorò per incidere sull'assunzione e sulla promozione delle donne nelle carriere scientifiche, ingegneristiche e matematiche della NASA.
La sua storia è contenuta nel saggio Il diritto di contare del 2016. Sulla sua figura è incentrato anche l'omonimo film.
Il 25 giugno 2020 le viene intitolato il quartier generale della NASA a Washington.

## Biografia

### Infanzia
Mary Winston nacque il 9 aprile 1921, figlia di Ella Scott e Frank Winston. Crebbe a Hampton, in Virginia, dove si diplomò con il massimo dei voti e la lode alla George P. Phenix Training School. Mary Jackson conseguì il bachelor's degree in matematica e scienze fisiche all'Università di Hampton nel 1942.
Fu membro dell'Alpha Kappa Alpha. Militò per più di 30 anni come leader delle Girl Scout. Negli anni '70 divenne nota per aver aiutato i bambini afro-americani nella sua comunità a creare una piccola galleria del vento per testare gli aerei.

### Carriera
Dopo la laurea Mary Jackson insegnò matematica per un anno in una scuola afro-americana nella Contea di Calvert nel Maryland. A quel tempo le scuole pubbliche erano ancora segregate nel sud del paese. Iniziò anche ad insegnare agli studenti delle scuole superiori e dei college, cosa che continuò a fare per tutta la vita. Nel 1943, ritornò ad Hampton, dove divenne contabile presso il National Catholic Community Center. Lavorò come addetta alla reception e impiegata presso il dipartimento di salute dell'Hampton Institute. Rimase incinta durante questo periodo e ritornò a casa per la nascita di suo figlio. Nel 1951, divenne impiegata presso l'Ufficio del capo dell'esercito a Fort Monroe.

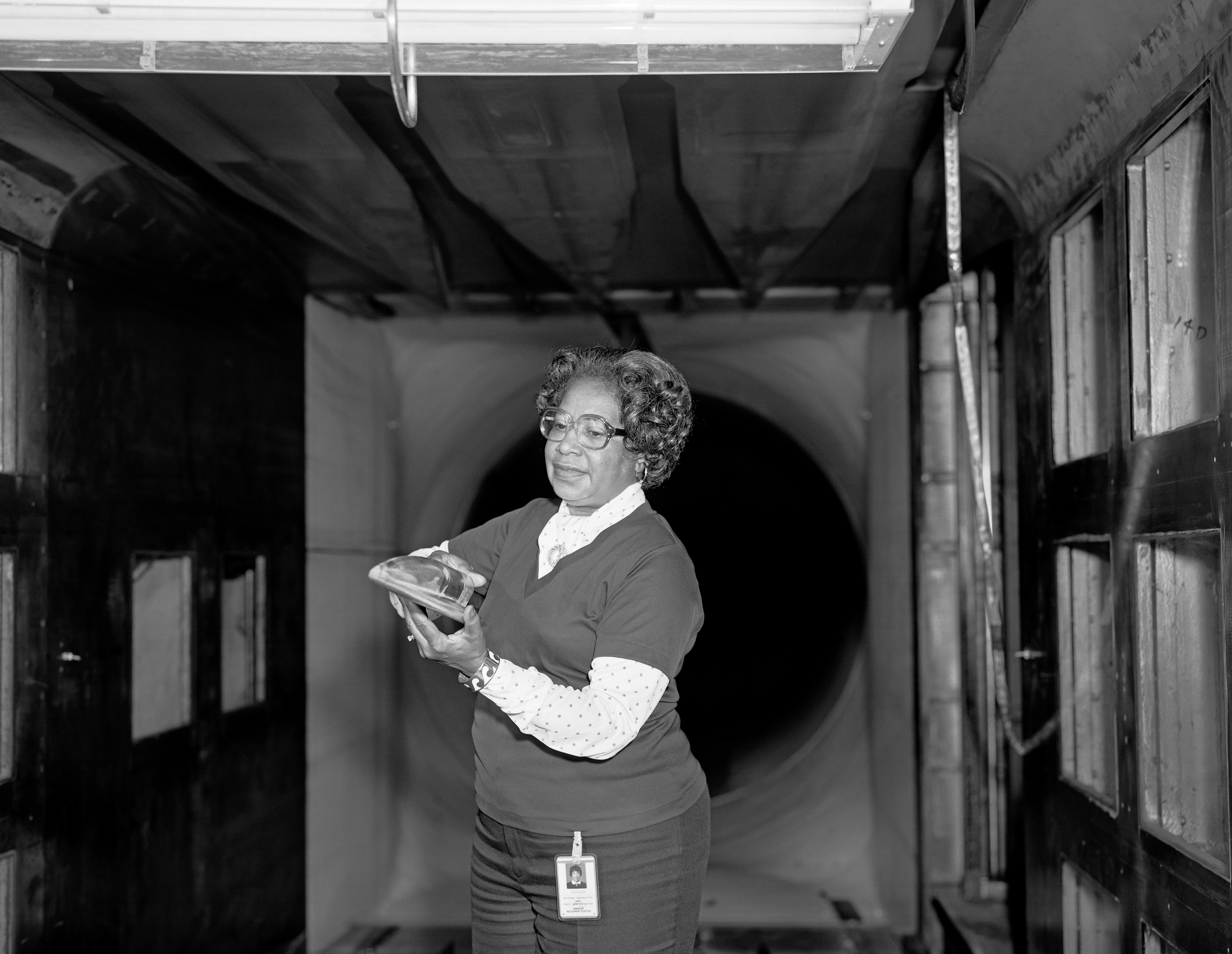
Mary Jackson con un modello di galleria del vento

Nel 1951, Jackson fu assunta dal National Advisory Committee for Aeronautics (NACA), al quale nel 1958 successe la National Aeronautics and Space Administration (NASA). Iniziò come matematica di ricerca, o calcolatore, al Langley Research Center nella sua città natale di Hampton in Virginia. Lavorò sotto la direzione di Dorothy Vaughan nella segregata West Area Computing Section.
Nel 1953, accettò un'offerta di lavoro presso l'ingegnere Kazimierz Czarnecki nel tunnel a pressione supersonico. La galleria del vento di 1,2m per 1,2 m e 45000 kW era utilizzata per studiare le forze su un modello generando venti a quasi il doppio della velocità del suono. Czarnecki incoraggiò Jackson a frequentare un corso di formazione per poter essere promossa a ingegnera. Per ottenere il posto di lavoro dovette seguire corsi di laurea in matematica e fisica, che furono organizzati in un corso serale della Università della Virginia presso la Hampton High School, completamente bianca. Jackson chiese alla città di Hampton di permetterle di frequentare le lezioni. Dopo aver completato i corsi fu promossa ingegnera aerospaziale nel 1958 e divenne la prima ingegnera nera della NASA.

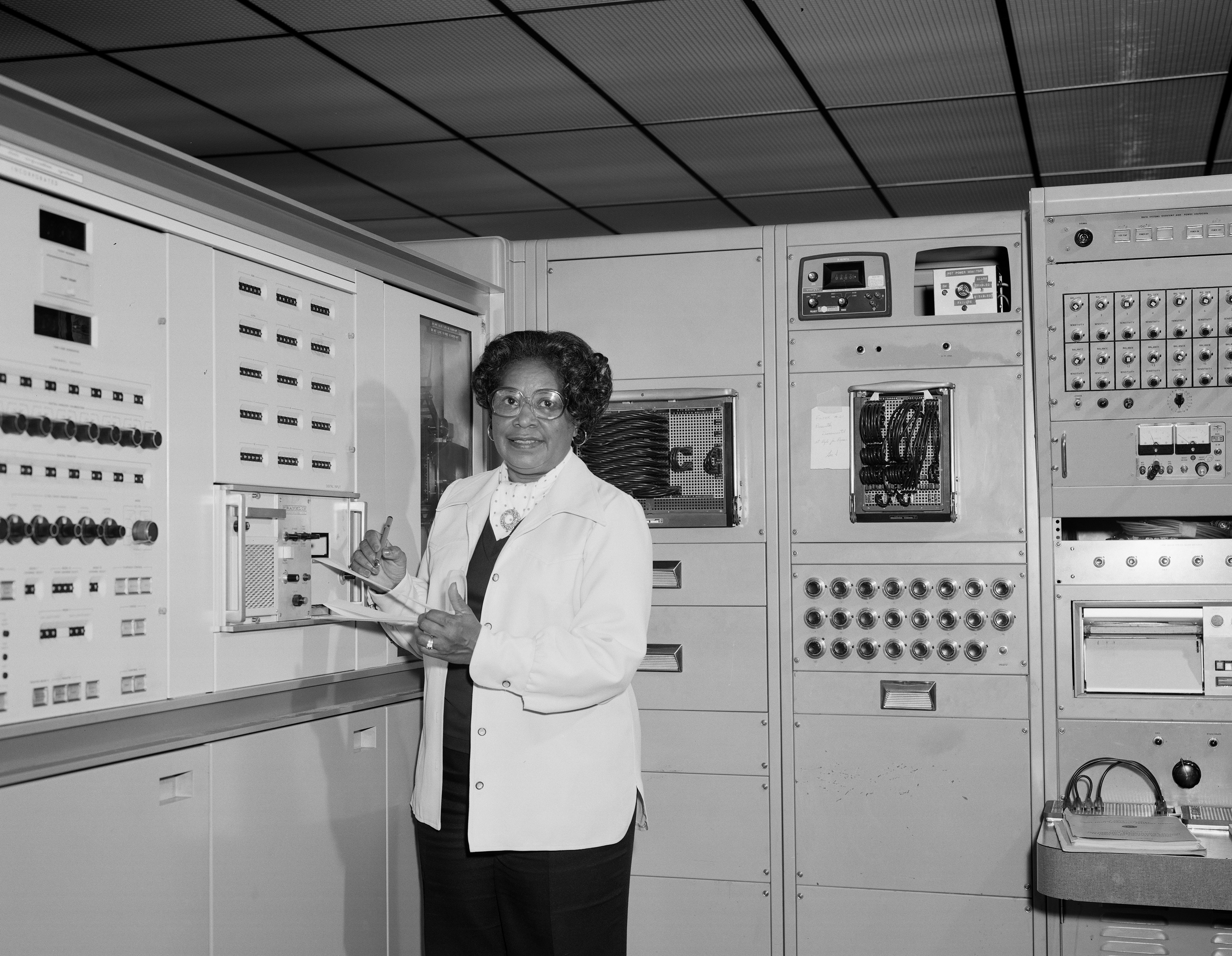
Mary Jackson al lavoro presso il Langley Research Center

Si occupò dell'analisi dei dati degli esperimenti in galleria del vento e dei voli di aerei reali presso la Sezione di Aerodinamica Teorica della Divisione di Aerodinamica Subsonica-Transonica di Langley. Il suo obiettivo era quello di comprendere il flusso d'aria, comprese le spinte e la resistenza fluidodinamica, per migliorare gli aerei statunitensi, svolgendo un ruolo importante in particolare nel calcolo delle traiettorie delle missioni del progetto Mercury e del programma Apollo. Jackson lavorò come ingegnera in diverse divisioni della NASA: Compressibility Research Division, Full-Scale Research Division, High-Speed Aerodynamics Division e Subsonic-Transonic-Transonic Aerodynamics Division. Fu autrice o coautrice di 12 articoli tecnici per la NACA e la NASA. Si preoccupò di aiutare le donne e le altre minoranze ad avanzare nella loro carriera, fornendo loro consigli su come studiare per ottenere le promozioni.
Nel 1979, Jackson ottenne il titolo più alto all'interno del dipartimento di ingegneria. Decise di accettare una retrocessione per poter ricoprire il ruolo di amministratore nel settore Pari Opportunità. Dopo aver frequentato un corso di formazione presso la sede della NASA, tornò a Langley. Lavorò per apportare cambiamenti ed evidenziare le donne e altre minoranze che si erano realizzate sul campo. Operò sia come Federal Women's Program Manager nell'Office of Equal Opportunity Programs che come Affirmative Action Program Manager e si batté per influenzare i percorsi di carriera delle donne nelle posizioni scientifiche, ingegneristiche e matematiche alla NASA.
Continuò a lavorare alla NASA fino al suo pensionamento nel 1985. Nella sua carriera ottenne varie onorificenze tra cui l’Apollo Group Achievement Award e la nomina nel 1976 a Langley’s Volunteer of the Year.

### Morte
Morì l'11 febbraio 2005 a 83 anni.

## Vita privata

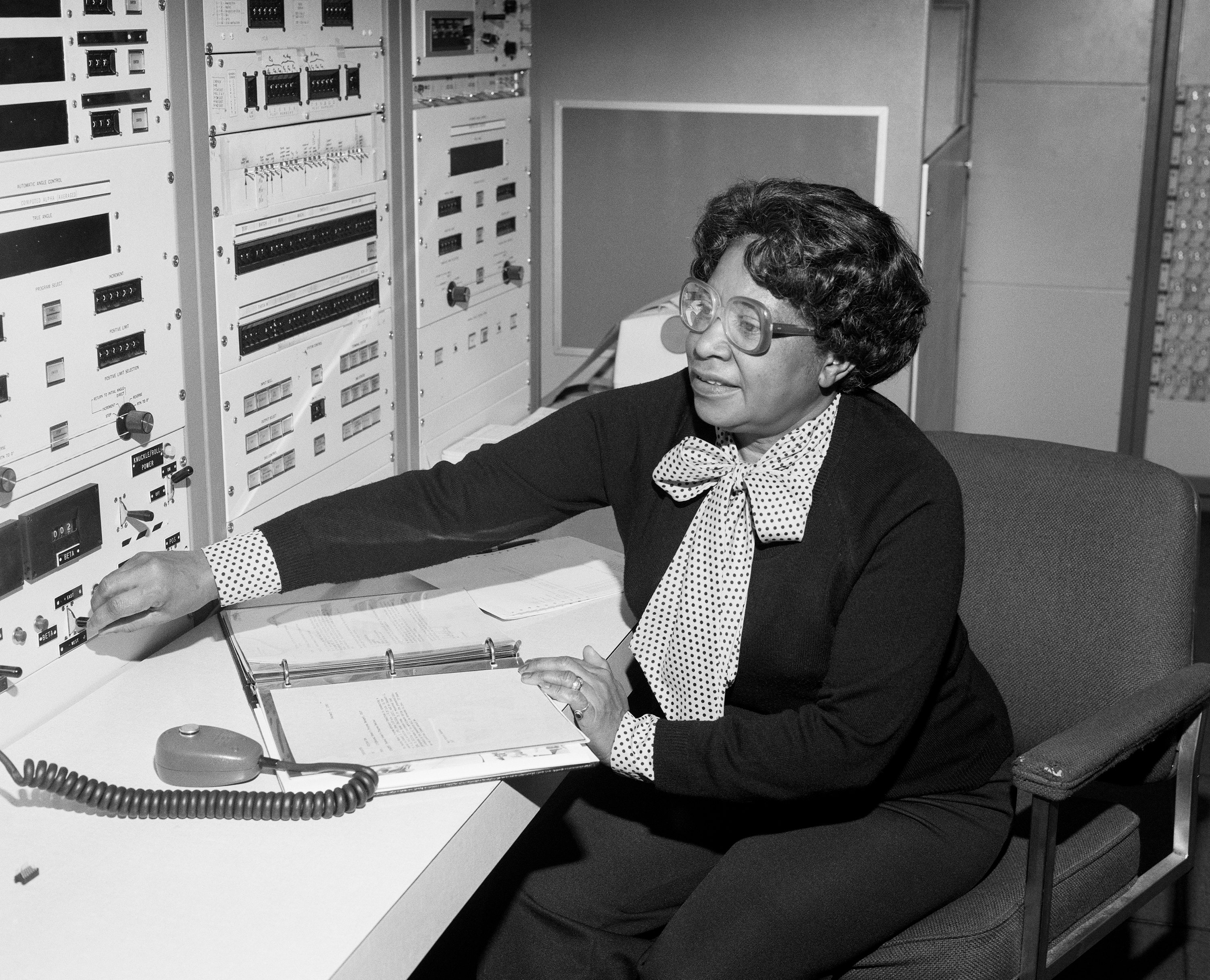
Mary Jackson al lavoro presso il centro Langley

Si sposò il 18 novembre 1944 con Levi Jackson, Sr., un marinaio della Marina Militare degli Stati Uniti, ed ebbe due figli, Levi Jackson, Jr. e Carolyn Marie Lewis.

## Eredità
Il film Il diritto di contare del 2016 ripercorre le carriere alla NASA di Mary Jackson, Katherine Johnson e Dorothy Vaughan, in particolare il loro contributo al programma Mercury durante la corsa allo spazio: è basato sull'omonimo libro di Margot Lee Shetterly. La Jackson è interpretata nel film da Janelle Monáe.
Nel 2018, il consiglio scolastico di Salt Lake City ha disposto che la Jackson Elementary School di Salt Lake City sarebbe stata ufficialmente intitolata a Mary Jackson al posto del presidente Andrew Jackson.
Nel 2020 il consiglio della NASA dispone l’intitolazione del proprio quartier generale di Washington.

## Premi e riconoscimenti
- Premio Group Achievement Award nel 1969[6][10]
- Premio Daniels Alumni per l'eccellente servizio ai giovani svantaggiati
- Certificato di riconoscimento per l'eccezionale servizio reso alla comunità dal National Council of Negro Women, Inc.
- Premio per il servizio reso per il suo lavoro con la Combined Federal Campaign representing Humanitarian Agencies nel 1972
- Premio del Langley Research Center per il volontariato eccezionale nel 1975
- Volontario dell'anno del Langley Research Center nel 1976
- Premio Iota Lambda Sorority per la Peninsula Outstanding Woman Scientist nel 1976
- Premio King Street Community Center Outstanding
- Premio tributo National Technical Association's nel 1976
- Certificato di apprezzamento del Langley Research Center nel 1976-1977

## Pubblicazioni
- Kazimierz R. Czarnecki e Mary Winston Jackson, Effects of Nose Angle and Mach Number on Transition on Cones at Supersonic Speeds (NACA TN 4388), National Advisory Committee for Aeronautics, settembre 1958.
- Mary Winston Jackson e Kazimierz R. Czarnecki, Investigation by Schlieren Technique of Methods of Fixing Fully Turbulent Flow on Models at Supersonic Speeds, vol. 242, National Aeronautics and Space Administration, 1960.
- Kazimierz R. Czarnecki e Mary Winston Jackson, Effects of Cone Angle, Mach Number, and Nose Blunting on Transition at Supersonic Speeds (NASA TN D-634), NASA Langley Research Center, gennaio 1961.
- Mary Winston Jackson e Kazimierz R. Czarnecki, Boundary-Layer Transition on a Group of Blunt Nose Shapes at a Mach Number of 2.20 (NASA TN D-932), NASA Langley Research Center, luglio 1961.
- Kazimierz R. Czarnecki, Mary Winston Jackson e William J. Monta, Studies of Skin Friction at Supersonic Speeds (Turbulent Boundary Layer and Skin Friction Data for Supersonic Transports), 1963.
- Mary Winston Jackson, Kazimierz R. Czarnecki e William J. Monta, Turbulent Skin Friction at High Reynolds Numbers and Low Supersonic Velocities, National Aeronautics and Space Administration, luglio 1965.
- Kazimierz R. Czarnecki, Mary Winston Jackson e Rzcssell B. III Sorrells, Measurement by wake momentum surveys at Mach 1.61 and 2.01 of turbulent boundary-layer skin friction on five swept wings, National Aeronautics and Space Administration, 1º dicembre 1966.
- Kazimierz R. Czarnecki, Jerry M. Allen e Mary Winston Jackson, Boundary-layer transition on hypersonic-cruise aircraft, National Aeronautics and Space Administration, 1º gennaio 1967.
- Kazimierz R. Czarnecki e Mary Winston Jackson, Theoretical pressure distributions over arbitrarily shaped periodic waves in subsonic compressible flow and comparison with experiment, National Aeronautics and Space Administration, 1º novembre 1970.
- Kazimierz R. Czarnecki e Mary Winston Jackson, Turbulent Boundary-Layer Separation due to a Forward-Facing Step, in AIAA Journal, vol. 13, n. 12, 1º dicembre 1975,  pp. 1585-1591, DOI:10.2514/3.60582. URL consultato il 18 ottobre 2019.